# Sollevamento pesi ai Giochi della XXIII Olimpiade - Pesi massimi-leggeri
La competizione della categoria pesi massimi-leggeri (fino a 82,5 kg) di sollevamento pesi ai Giochi della XXIII Olimpiade si è svolta il giorno 4 agosto 1984 al Gersten Pavilion di Los Angeles.

## Regolamento
La classifica era ottenuta con la somma delle migliori alzate delle seguenti 2 prove:
- Strappo
- Slancio

Su ogni prova ogni concorrente aveva diritto a tre alzate. In caso di parità vinceva il sollevatore che pesava meno.

## Risultati
| Pos.    | Atleta               | Nazione       | Peso Atleta | Strappo | Strappo | Strappo | Strappo | Slancio | Slancio | Slancio | Slancio | Totale |
| Pos.    | Atleta               | Nazione       | Peso Atleta | 1       | 2       | 3       | Tot     | 1       | 2       | 3       | Tot     | Tot    |
| ------- | -------------------- | ------------- | ----------- | ------- | ------- | ------- | ------- | ------- | ------- | ------- | ------- | ------ |
| Oro     | Petre Becheru        | Romania       | 81,60       | 150,0   | 155,0   | 157,5   | 155,0   | 190,0   | 195,0   | 200,0   | 200,0   | 355,0  |
| Argento | Robert Kabbas        | Australia     | 81,90       | 145,0   | 150,0   | 152,5   | 150,0   | 185,0   | 192,5   | 195,0   | 192,5   | 342,5  |
| Bronzo  | Ryōji Isaoka         | Giappone      | 81,80       | 150,0   | 155,0   | 155,0   | 150,0   | 190,0   | 200,0   | 207.5   | 190,0   | 340,0  |
| 4       | Newton Burrowes      | Gran Bretagna | 82,00       | 147,5   | 152,5   | 152,5   | 147,5   | 180,0   | 190,0   | 190,0   | 180,0   | 327,5  |
| 5       | Ibrahim El-Bakh      | Egitto        | 82,25       | 140,0   | 145,0   | 147,5   | 145,0   | 172,5   | 177,5   | 177,5   | 177,5   | 325,0  |
| 6       | Lee Gang-seok        | Corea del Sud | 82,25       | 135,0   | 140,0   | 140,0   | 140,0   | 175,0   | 182,5   | 185,0   | 182,5   | 322,5  |
| 7       | Yvan Darsigny        | Canada        | 82,35       | 137,5   | 137,5   | 142,5   | 142,5   | 170,0   | 177,5   | 180,0   | 180,0   | 322,5  |
| 8       | Allister Nalder      | Nuova Zelanda | 81,25       | 137,5   | 137,5   | 142.5   | 142,5   | 175,0   | 180,0   | 180,0   | 175,0   | 317,5  |
| 9       | Arn Kritsky          | Stati Uniti   | 82,05       | 135,0   | 140,0   | 142,5   | 140,0   | 175,0   | 175,0   | 182,5   | 175,0   | 315,0  |
| 10      | Michael Bernard      | Nuova Zelanda | 82,30       | 137,5   | 137,5   | 142,5   | 137,5   | 175,0   | 182,5   | 182,5   | 175,0   | 312,5  |
| 11      | Bertil Sollevi       | Svezia        | 81,85       | 135,0   | 135,0   | 140,0   | 135,0   | 175,0   | 182,5   | 182,5   | 175,0   | 310,0  |
| 12      | Anthony Supple       | Gran Bretagna | 81,45       | 135,0   | 135,0   | 140,0   | 135,0   | 172,5   | 177,5   | 177,5   | 172,5   | 307,5  |
| 13      | Mahmoud Mahgoub      | Egitto        | 79,95       | 135,0   | 140,0   | 140,0   | 140,0   | 162,5   | 162,5   | 170,0   | 162,5   | 302,5  |
| 14      | Juan Rejas           | Perù          | 78,50       | 120,0   | 125,0   | 125,0   | 120,0   | 150,0   | 155,0   | 155,0   | 150,0   | 270,0  |
| -       | Ricardo Salas        | Panama        | 79,55       | 135,0   | 135,0   | 135,0   | NVL     | 162,5   | 170,0   | 172,5   | 172,5   | DNF    |
| -       | Keijo Tahvanainen    | Finlandia     | 82,05       | 137,5   | 137,5   | 137,5   | NVL     | 175,0   | 180,0   | 180,0   | 175,0   | DNF    |
| -       | Yusuf Dalgınlı       | Turchia       | 79,20       | 140,0   | 140,0   | 142,5   | NVL     | -       | -       | -       | DNS     | DNF    |
| -       | Vasilios Stavridis   | Grecia        | 81,55       | 137,5   | 137,5   | 137,5   | NVL     | -       | -       | -       | DNS     | DNF    |
| -       | Giuseppe Lagrotteria | Italia        | 81,65       | 150,0   | 155,0   | 155,0   | 150,0   | -       | -       | -       | DNS     | DNF    |